# Sarah Hunterová (ragbistka)
Sarah Alice Hunterová (* 19. září 1985 Newcastle upon Tyne) je bývalá anglická ragbistka, která byla v roce 2016 zvolena nejlepší ragbistkou světa. Hrála jako rváček a vazač. Byla oceněna Řádem Britského impéria.
Za anglickou reprezentaci hrála v letech 2007 až 2023. Během této doby odehrála 141 zápasů a položila 31 pětek. Je hráčkou, co si připsala nejvíce reprezentačních startů v rámci Anglie i všech zemí. Dohromady vedla Anglii v 85 utkáních, což je také ženský světový rekord. Se svou zemí vyhrála mistrovství světa 2014. Ze světových šampionátů z let 2010, 2017 a 2021 (konané v roce 2022) má stříbrnou medaili. Na svém třetím a čtvrtém MS byla kapitánkou. Desetkrát vyhrála Six Nations (2007–2009, 2011, 2012, 2017, 2019, 2020, 2022, 2023).
Na klubové úrovni hrála celou dobu v Anglii. Nejdříve byla hráčkou Lichfield Ladies (2004–2015), potom přestoupila do Bristol Ladies, kde hrála do roku 2017 a zbytek kariéry odehrála jako členka Loughborough Lightning (2017–2023). Po konci hráčské kariéry se stala trenérkou rojníků u anglické ženské reprezentace.